# Respect
"Respect" é uma canção escrita e originalmente gravada pelo cantor de soul americano Otis Redding. Foi lançado em 1965 como um single de seu terceiro álbum Otis Blue/Otis Redding Sings Soul e se tornou um sucesso cruzado para Redding.
Em 1967, a colega cantora de soul Aretha Franklin fez um cover e reorganizou "Respect", resultando em um sucesso maior e em sua canção de assinatura. A música nas duas versões é significativamente diferente, enquanto algumas mudanças nas letras resultaram em diferentes narrativas sobre o tema da dignidade humana que foram interpretadas como comentários sobre os papéis tradicionais de gênero.
Muitas vezes foi considerada uma das melhores canções de R&B de sua época, rendendo a Franklin dois prêmios Grammy em 1968 por "Melhor Gravação de Rhythm & Blues" e "Melhor Performance Vocal Solo de Rhythm & Blues, Feminino", e sendo indicada em o Hall da Fama do Grammy em 1987. Em 2002, a Biblioteca do Congresso homenageou a versão de Franklin adicionando-a ao National Recording Registry. Foi colocada em quinto lugar na versão de 2004 da lista da revista Rolling Stone das "500 melhores canções de todos os tempos" e em primeiro lugar na versão de 2021 da lista. Também foi incluída na lista de "Canções do Século", pela Recording Industry of America e pelo National Endowment for the Arts.

## Original de Otis Redding

### Escrevendo e gravando
A princípio uma balada, "Respect" foi trazida para Redding por Earl "Speedo" Sims, que pretendia gravá-la com sua banda, os Singing Demons. Ninguém tem certeza de quem escreveu a versão original da música. O líder da banda Percy Welch disse que era um guitarrista do estúdio de gravação de Bobby Smith em Macon. Redding pegou a versão de Sims, reescreveu a letra e acelerou o ritmo. Sims foi com a banda para os estúdios Muscle Shoals, mas não conseguiu produzir uma boa versão. Redding então decidiu cantar a música sozinho, o que Sims concordou. Redding também prometeu dar crédito aos Sims, mas isso nunca aconteceu. Sims nunca pressionou Redding sobre o assunto, possivelmente porque ele mesmo não o havia escrito em primeiro lugar.

### Lançamento
A canção foi incluída no terceiro álbum de estúdio de Redding, Otis Blue (1965). O álbum se tornou um grande sucesso, mesmo fora de sua base de fãs de R&B e blues. Quando lançada no verão de 1965, a canção alcançou o top cinco na Black Singles Chart, e passou para o público branco da rádio pop, chegando ao número 35 lá. Na época, a música se tornou o segundo maior hit crossover de Redding (depois de "I've Been Loving You Too Long") e abriu caminho para uma futura presença nas rádios americanas. Redding a apresentou no Monterey Pop Festival.
Cash Box o descreveu como um "romance rítmico e alegre sobre um cara que quer que sua namorada o trate com 'respeito' quando ele voltar para casa".

## Versão de Aretha Franklin

### Gravação
O produtor Jerry Wexler reservou Franklin para uma série de datas de gravação em janeiro-fevereiro de 1967, começando com "I Never Loved a Man (The Way I Love You)", gravada no Alabama no FAME Studios pelo engenheiro Tom Dowd.
Na semana seguinte, eles gravaram "Respect", que Franklin vinha apresentando em seus shows ao vivo há vários anos. Sua versão da música mudou o gênero da letra, conforme trabalhado por Franklin com suas irmãs Erma e Carolyn. Franklin instruiu a seção rítmica como executar seu arranjo estabelecido da sincopação "stop-and-stutter" e, no estúdio, ela elaborou novas partes para os cantores de apoio.
Para a ponte da música, o saxofone tenor de King Curtis solou sobre os acordes da música de Sam & Dave "When Something Is Wrong with My Baby".

### Análise e subtexto
A frase repetida "sock it to me", cantada pelas irmãs de Franklin, foi uma ideia que Carolyn e Aretha trabalharam juntas; soletrar "RESPECT" foi (de acordo com o engenheiro Tom Dowd) ideia de Carolyn. A frase "Sock it to me" tornou-se uma expressão familiar. Em uma entrevista com Fresh Air do WHYY em 1999, Aretha disse: "Algumas das garotas estavam dizendo isso para os caras, como 'me dê um soco' dessa maneira ou 'me dê um soco' dessa maneira. Não é sexual. Não era sexual, apenas uma frase clichê".
A versão de Franklin da música contém as famosas linhas (conforme impresso nas letras incluídas na compilação Atlantic Soul Classics de 1985):
RESPEITO
Descubra o que isso significa para mim
RESPEITO
Cuide de. . . TCB
"TCB" é uma abreviação, comumente usada nas décadas de 1960 e 1970, que significa "cuidar dos negócios", gíria afro-americana para agradar o parceiro. "TCB in a flash" mais tarde se tornou o lema e a assinatura de Elvis Presley. "RESPECT" e "TCB" não estão presentes na versão de Redding de 1965, mas ele incorporou as ideias de Franklin em suas apresentações posteriores com os Bar-Kays.

### Lançamento e legado
A música resultante foi apresentada no álbum de estreia da Atlantic Records de Franklin em 1967, I Never Loved a Man the Way I Love You. Como a faixa-título se tornou um sucesso nas rádios R&B e pop, a Atlantic Records providenciou o lançamento desta nova versão de "Respect" como single. Cash Box chamou o single de "treino frenético, intenso, lamentoso e animado".
De acordo com a NPR, "Muito do que fez de 'Respect' um sucesso - e um hino - veio do rearranjo de Franklin (incluindo o gancho de guitarra comovente do músico Muscle Shoals, os vocais de fundo e o solo/acordes de sax adicionados). A versão de Franklin obteve maior sucesso do que a original, passando duas semanas no topo da parada de singles pop da Billboard e oito semanas na parada de singles pretos da Billboard. As demandas de Franklin por "respeito" foram "associadas às lutas pela liberdade dos negros ou à libertação das mulheres".
A música também se tornou um sucesso internacional, alcançando a 10ª posição no Reino Unido. O próprio Otis Redding ficou impressionado com a performance da música. No Monterey Pop Festival no verão do lançamento da capa, ele foi citado descrevendo de brincadeira "Respect" como a música "que uma garota tirou de mim, um amigo meu, essa garota que ela acabou de pegar essa música". "Quando seu single de sucesso 'Respect' subiu nas paradas em julho de 1967, alguns fãs declararam que o verão de 1967 foi 'o verão de 'Retha, Rap e Revolt'".
O produtor Wexler disse em uma entrevista à Rolling Stone que a música de Franklin era "global em sua influência, com conotações do movimento dos direitos civis e igualdade de gênero. Foi um apelo à dignidade". Embora ela tivesse vários sucessos depois de "Respect" e vários antes de seu lançamento, a canção se tornou a canção de assinatura de Franklin e sua gravação mais conhecida. I Never Loved a Man the Way I Love You ficou em octogésimo terceiro lugar na lista dos "500 melhores álbuns de todos os tempos" Rolling Stone em 2003. Um ano depois, "Respect" ficou em quinto lugar nas "500 melhores canções de todos os tempos" da revista.
Em 2021, quando as 500 melhores canções de todos os tempos foram atualizadas novamente, o cover de "Respect" de Franklin foi movido para o número 1. A canção de Bob Dylan, Like A Rolling Stone, que originalmente estava em 1º, agora está listada em 4º.

## Pessoal
- Escrito por Otis Redding

| Musicians - Otis Redding – vocais principais - Booker T. Jones or Isaac Hayes – teclados - Steve Cropper – guitarra - Donald Dunn – bass guitar - Al Jackson Jr. – drums - Wayne Jackson – trompete - Gene "Bowlegs" Miller – trompete - Andrew Love – tenor saxofone - Floyd Newman – baritone saxophone - William Bell – backing vocals - Earl Sims – backing vocals Pessoal adicional - Steve Cropper – producer - Tom Dowd – engenheiro | Músicos - Aretha Franklin – vocais principais, piano - Spooner Oldham – Hammond organ - Chips Moman, Jimmy Johnson – guitarra - Tommy Cogbill – bass guitar - Roger Hawkins – bateria - King Curtis – saxofone tenor - Charles Chalmers – saxofone tenor - Willie Bridges – baritone saxophone - Melvin Lastie – cornet - Carolyn Franklin – background vocals - Erma Franklin – background vocals Pessoal adicional - Jerry Wexler e Arif Mardin – produtores - Tom Dowd – engenheiro - Arif Mardin – arranger |

## Outras versões
As The Supremes e The Temptations foram os dois artistas de maior sucesso assinados com a gravadora Motown de Berry Gordy Jr. Gordy decidiu combiná-los em um LP colaborativo intitulado Diana Ross &amp; the Supremes Join The Temptations. Para acompanhar o lançamento do LP, Gordy organizou um programa especial de TV em horário nobre intitulado TCB, abreviação comumente usada para "Taking Care of Business". Entre as músicas tocadas no programa estava um cover da versão de "Respect" de Aretha Franklin. Os dois grupos levaram a mensagem de Franklin a novos patamares enquanto o dueto masculino contra feminino ilustrou uma batalha na qual cada gênero exigia seu próprio respeito. Além disso, a capa destaca a própria batalha das Supremes pela igualdade racial. Assim como Aretha Franklin, a ascensão à fama das Supremes coincidiu com o movimento pelos direitos civis, no qual elas usaram sua fama e status para ajudar na luta pela igualdade racial. The Supremes foi o grupo da Motown que quebrou com mais sucesso as fronteiras raciais na indústria da música popular.
Outros covers da música incluem The Rationals, cuja versão é anterior à de Franklin e alcançou a posição 92 na Billboard Hot 100 em 1966, e a gravação de 1988 de Reba McEntire para seu álbum autointitulado Reba. McEntire também cantou a música no CMA Awards no mesmo ano.
Em 2019, Lorde gravou uma versão uptempo da música para um comercial da Pepsi ao lado de Keri Hilson como parte de seu prêmio por vencer a décima primeira temporada do The X Factor UK. O single alcançou a 42ª posição no Top UK Pop Songs' Billboard de 2019.